# ザウバー・C9

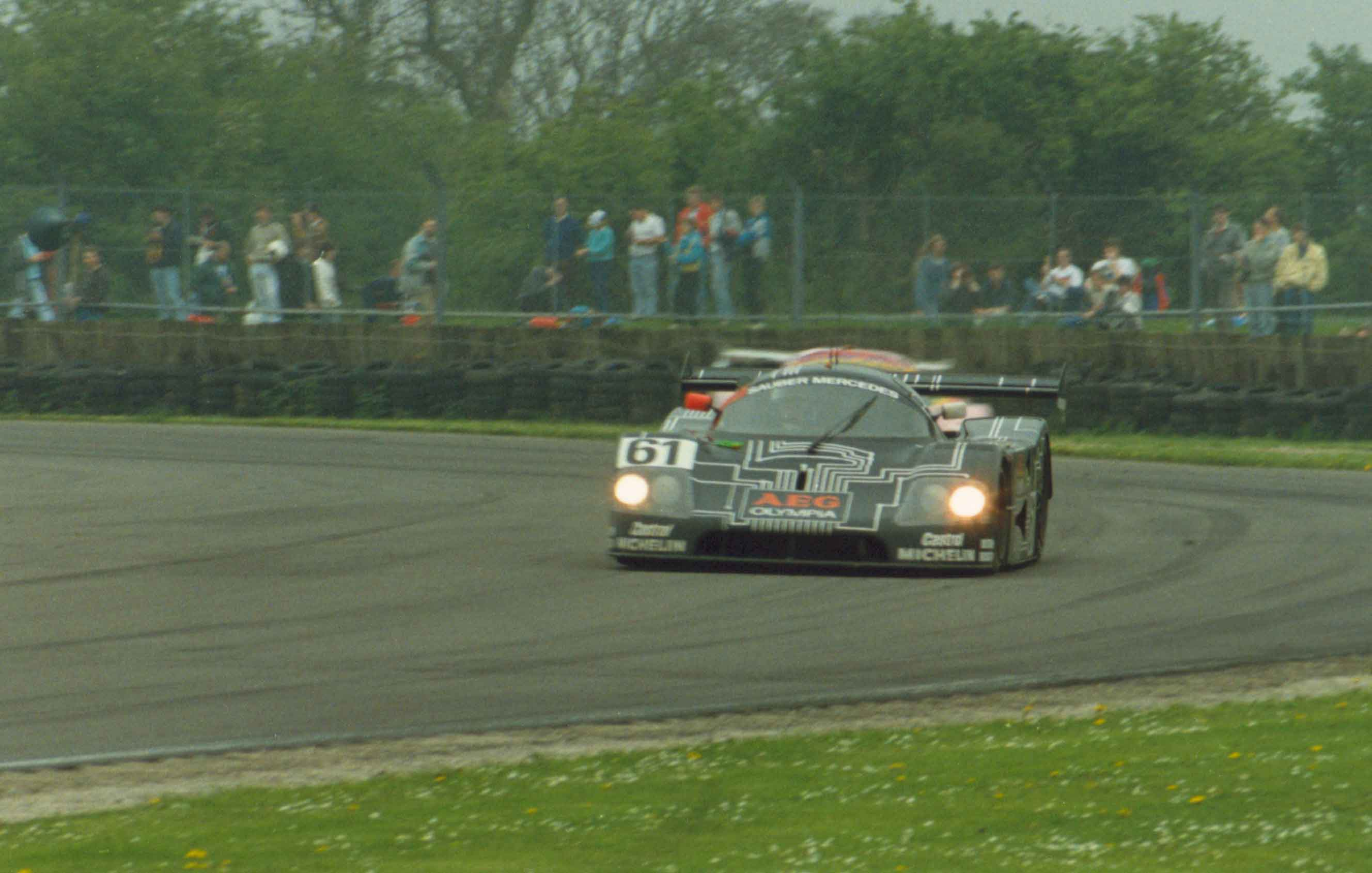
1988年 シルバーストン1,000km

ザウバー・C9は1987年、スイスのペーター・ザウバー率いるザウバーチームにより、WSPCへの参戦を目的にグループC規定で製作されたレーシングマシン。前年型のC8の発展型である。

## マシン概要
メルセデス製SOHC4,973ccV型8気筒 ツインターボM117HLを1988年まで搭載し、1989年からはヘッドをアルミニウム化したDOHCエンジンM119HLを搭載。エレクトリック・コントロール・ユニット(ECU)はM117HL時代は、ボッシュ製MP1.7、M119HLではMP2.7を使用した。
エアロダイナミクスの面では顕著な対策が施され、1989年のル・マン24時間レースでは決勝レース中に最高速度400km/hを記録した。
シャシはレオ・レス設計のアルミニウム製モノコック。短期間に開発でき、堅牢で耐久性に富んでおり、メルセデス・ベンツ製V型8気筒4,973ccターボエンジンの大出力を生かせたが、WSPCではカーボン製モノコックを持つTWRジャガーのマシンが活躍しており、デビュー当時すでに少し古臭いマシンであった。ダブルタイトルを獲得した1989年にはジャガーの他に日産、トヨタ、アストンマーティンがカーボンモノコックのマシンを登場させており、アルミニウム製モノコックのマシンは他にポルシェとマツダだけであった。1989年のシーズン終了後、ペーター・ザウバーは「マシンはコンベンショナルでデザイン的には非常に古いものだ」と語っている。1989年のル・マン24時間レースの優勝クルーであるスタンレー・ディケンズはC9について、エンジンは強力、ハンドリングは高速コーナーでは良いが低速コーナーで神経質。乗り心地は振動が多く、そのためチームはマッサージ師を用意しマシンを降りるたびにマッサージを受けていたと語っている。
それにもかかわらずC9が1989年に圧倒的な結果を残すことができたのは、メルセデスが開発した各コンピューター・システムとマシンの信頼性の高さによるところが大きい。デビュー年の1987年こそメカニカルな理由によるリタイアが多かったが、1988年にはメカニカルトラブルによるリタイアは、62号車がブレーキトラブルでリタイアした富士での1度のみ。1989年にはメカニカルトラブルによるリタイアはゼロとマシンは高い信頼性を見せた。
トランスミッションはヒューランド製VG-Cをベースに改良したもの。ブレーキローターは1989年からカーボン製。
タイヤは当初ミシュランを使用したが、1988年のル・マン24時間レースではバーストにより撤退に追い込まれ、1989年のディジョンでは勝利を失う直接的な原因となっている。1988年シーズン前半にザウバー・チームのドライバーだったジェームズ・ウィーヴァーは「マシンの性能にタイヤが追いついていない」と語っている。この問題は1990年になってチームがグッドイヤーに銘柄を変更することで解決を見た。
テレメトリー・システムもボッシュ製。マシンには36個のセンサーが取り付けられ、0.8秒毎にピットに情報が送信される。テレメトリー・システムとは別に故障の早期発見を目的としたDARABと呼ばれる高密度データ・アナライズ・システムが装備され、ピットストップ時にデータを取り出せるようになっていた。また各レース前にはコンピューターでマシンセッティング、レースのシミュレーションを行っていた。

## 戦績

### 1987年
WSPCシリーズ第4戦・シルバーストンでデビューした。結果はリタイアに終わったものの、予選でポールポジションのワークスポルシェと0.06秒差の2位に入りポテンシャルの高さを示した。その後第5戦ル・マン、第6戦ノリスリンク、第8戦ニュルブルクリンクに出場し、予選でこそ速さを見せるものの、足回りのトラブルが多く完走はできなかった。1987年最後の出場レースのスパ・フランコルシャンで初のポールポジションを獲得。決勝でも6周遅れながら7位で初完走した。
他にドイツ・スーパーカップにも出場し、第5戦ホッケンハイムでジャン＝ルイ・シュレッサーが優勝、マイク・サックウェルも3位に入った。

### 1988年
メルセデス・ベンツは公式にモータースポーツ活動再開を宣言し、チーム名も「チーム・ザウバー」から「チーム・ザウバーメルセデス」となった。ただ、1988年はメルセデスのレースエンジン部門の人員は8人、ザウバーの工場スタッフは15人とまだまだ小規模の体制であった。WSPC開幕戦ヘレスでいきなり勝利を上げ、以降ジャガー・XJR-9と激しくシリーズを争うことになる。しかし第5戦ル・マンでは予選中にミシュラン製タイヤが原因不明のバースト、安全性を重視し決勝レースは撤退する。ル・マン以降も参戦を継続し、第10戦富士でザウバーメルセデスとしては初来日する。この年は全11戦中5勝を挙げるが、ドライバー、チームともタイトル獲得はならなかった。しかしル・マン後の6レース中4レースで勝利しており、シーズン後半、C9はジャガー・XJR-9を凌ぐ結果を残している。
この年もドイツ・スーパーカップに参戦し、シュレッサーが3勝を挙げチャンピオンに輝いた。

### 1989年
ザウバー・メルセデスは、それまでのスポンサーカラーを改めドイツのレースマシンの代名詞ともいうべきシルバーアローを復活させた。シルバーアロー初レースのWSPC開幕戦鈴鹿では1-2フィニッシュの完勝を遂げた。この年WSPCシリーズからは外れたが世界3大レースのひとつでもあるル・マンにも優勝、メルセデスにとっては37年ぶりのル・マン制覇であり、ル・マン史上最大の番号をつけた優勝車となった上、レース中に最高速度400km/hを記録した。WSPCでは8戦中7勝と圧倒的な力を見せチーム・ドライバー（シュレッサー）のダブルタイトルを獲得した。

### 1990年
メルセデスはWSPC開幕戦の鈴鹿にメルセデス・ベンツ・C11とともにC9を2号車として1台エントリーさせた（タイヤは1990年からグッドイヤー製に変更している）。しかし1号車は予選でスピンしC11が使用不能になったため、レースには2台のC9で臨むことになった。1号車はグリッド上でガソリン漏れを起こしピットスタートとなったが、最後尾から追い上げて優勝。2号車も2位に入りC9最後のレースを完璧な勝利で飾った。

## ル・マン24時間成績
| 年   | クラス | 号車 | チーム                      | ドライバー                                                                   | 周回数 | 総合順位 | クラス順位 |
| ---- | ------ | ---- | --------------------------- | ---------------------------------------------------------------------------- | ------ | -------- | ---------- |
| 1987 | C1     | 61   | クーロス・レーシング        | マイク・サックウェル アンリ・ペスカロロ 岡田秀樹                             | 123    | DNF      | DNF        |
| 1987 | C1     | 62   | クーロス・レーシング        | チップ・ガナッシ ジョニー・ダンフリーズ マイク・サックウェル                 | 37     | DNF      | DNF        |
| 1988 | C1     | 61   | チーム・ザウバー メルセデス | マウロ・バルディ ジェームズ・ウィーヴァー ヨッヘン・マス                     | —      | DNS      | DNS        |
| 1988 | C1     | 62   | チーム・ザウバー メルセデス | クラウス・ニーヅビーズ ケニー・アチソン                                      | —      | DNS      | DNS        |
| 1989 | C1     | 61   | チーム・ザウバー メルセデス | マウロ・バルディ ケニー・アチソン ジャンフランコ・ブランカテリ               | 384    | 2位      | 2位        |
| 1989 | C1     | 62   | チーム・ザウバー メルセデス | ジャン＝ルイ・シュレッサー ジャン＝ピエール・ジャブイーユ アラン・クーディニ | 378    | 5位      | 5位        |
| 1989 | C1     | 63   | チーム・ザウバー メルセデス | ヨッヘン・マス マヌエル・ロイター スタンレー・ディケンズ                     | 389    | 優勝     | 優勝       |

## ギャラリー

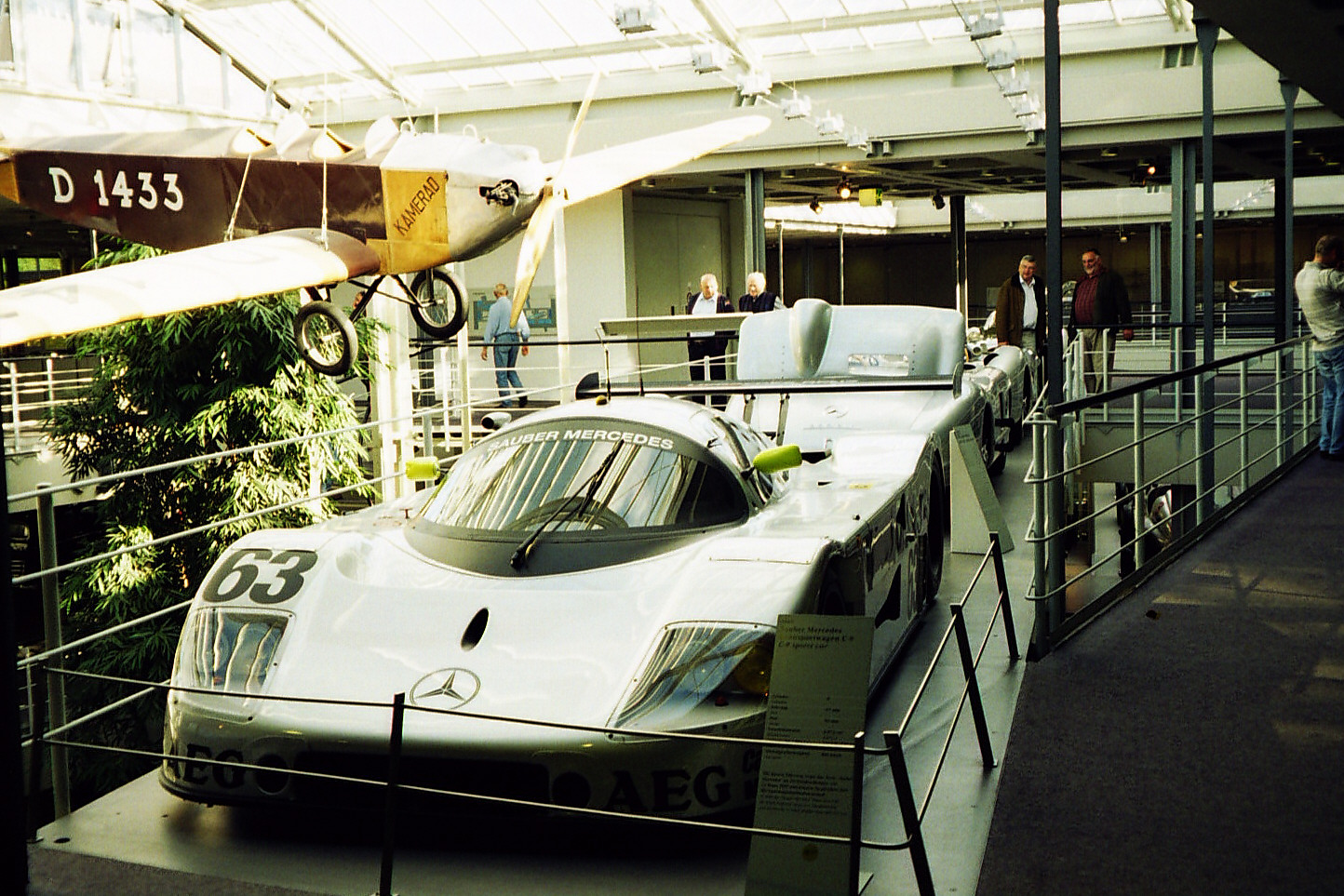
メルセデス・ベンツミュージアムにある1989年のル・マン24時間レース優勝車
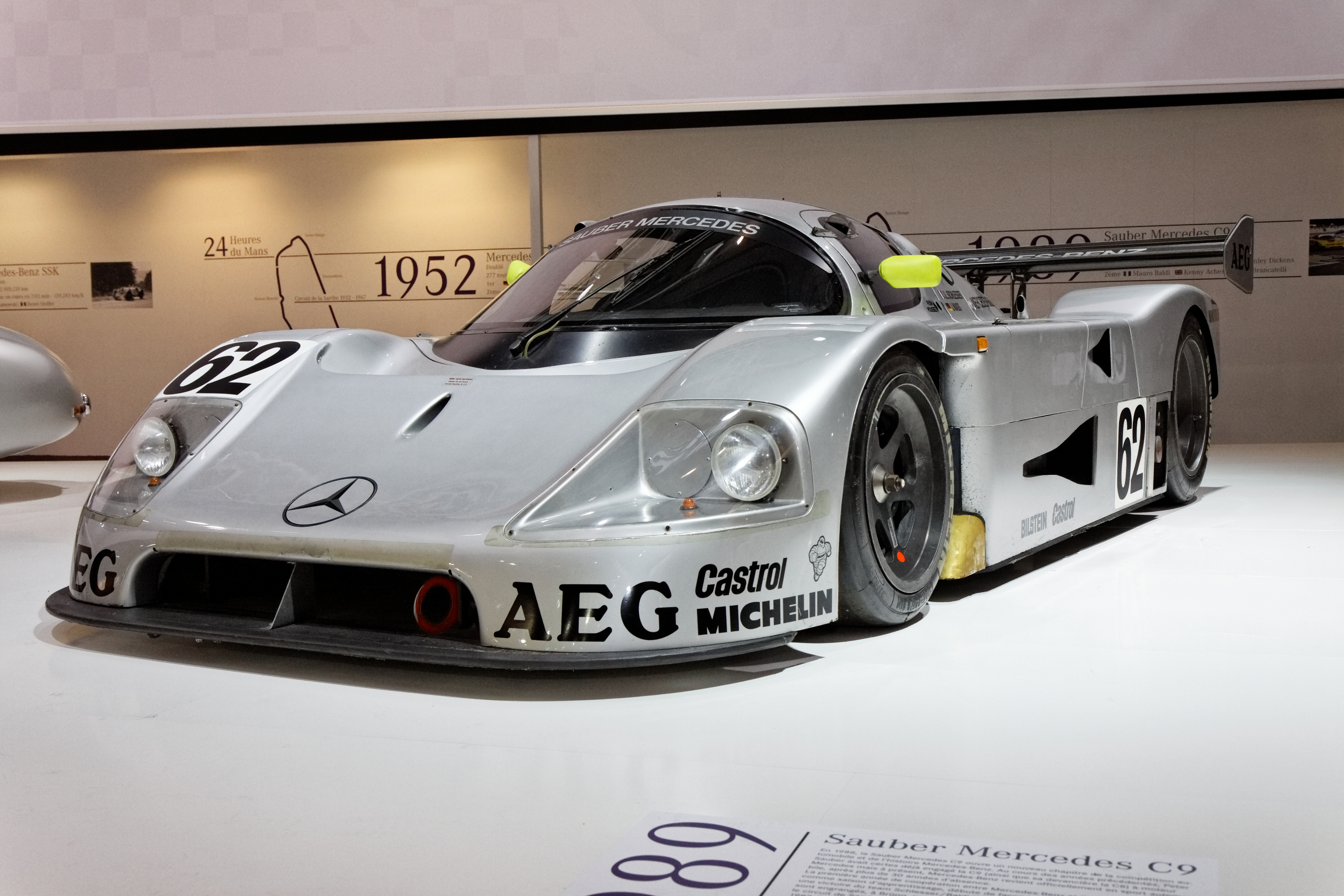
2012年のモンディアル・ド・ロトモビルに展示された1989年のC9
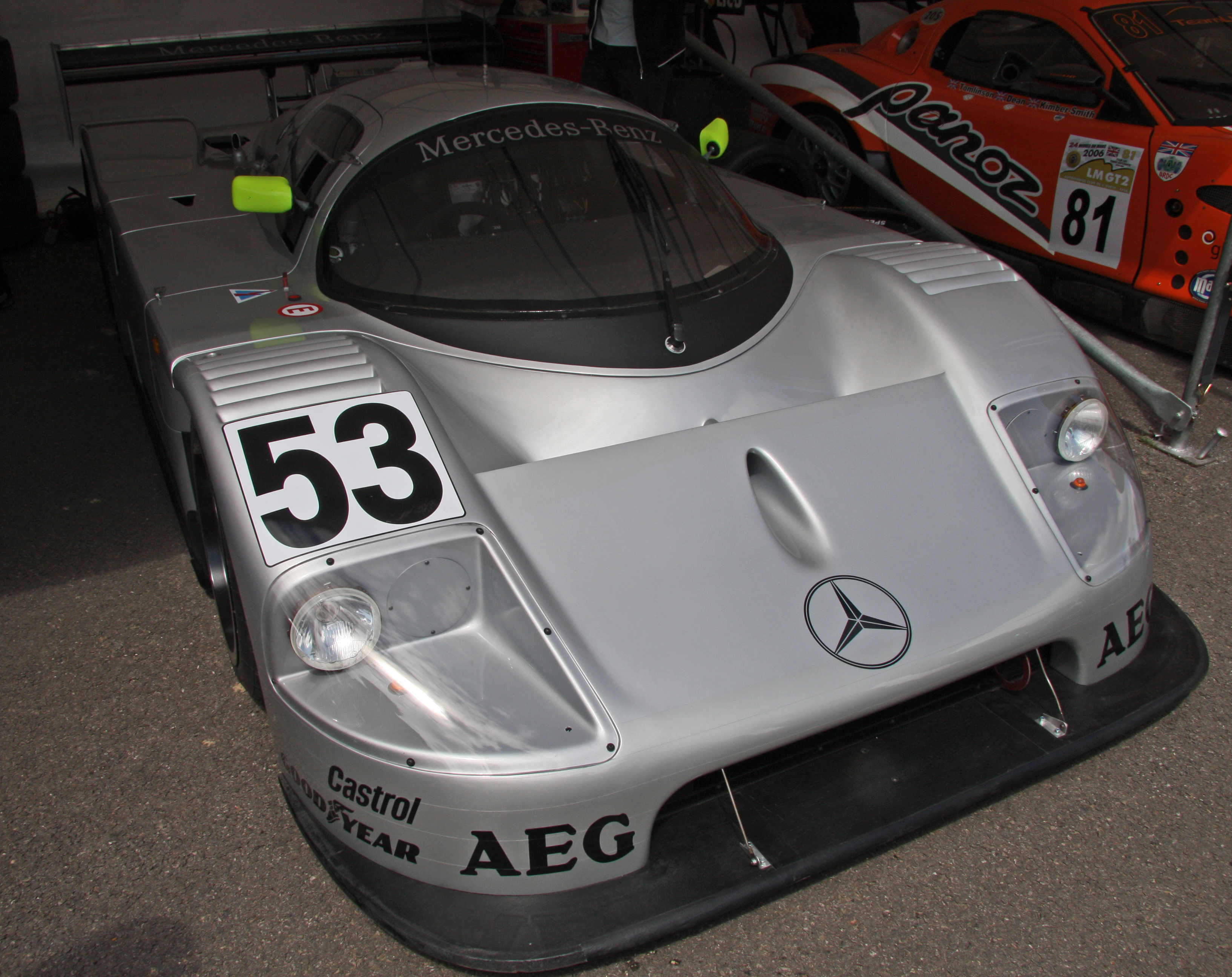
2008年にニュルブルクリンクにおけるショーレースを走行したC9